# 食虫植物研究会杂志
《食虫植物研究会杂志》（食虫植物研究会々誌）为日文季刊，是日本食虫植物研究会的官方出版物。该杂志创办于1950年1月。截至2010年，其以A4版式出版，每年共计120页。1986年4月，英文名开始与日文名共同使用。
其典型内容包括园艺信息、实地考察报告、文献评论及新类群和园艺种的描述。行文通常使用日文，但物种描述也可能为英文。

## 类群描述
食虫植物研究会杂志已对以下类群进行了正式描述。
| - 艾玛猪笼草（Nepenthes eymae） - 红脉猪笼草（Nepenthes × ferrugineomarginata） - 基纳巴卢山猪笼草（Nepenthes × kinabaluensis） - 古晋猪笼草（Nepenthes × kuchingensis） - 大猪笼草（Nepenthes maxima f. undulata） - 棉兰老岛猪笼草（Nepenthes mindanaoensis） - 盾叶猪笼草（Nepenthes peltata） - 梨形猪笼草（Nepenthes × pyriformis，当时作为一个物种） - 红斑猪笼草（Nepenthes rubromaculata，之后被归入无毛猪笼草） - 萨兰加尼猪笼草（Nepenthes saranganiensis） - 线形狸藻（Utricularia linearis） - 多枝狸藻（Utricularia ramosissima） | K. Kawase也在该杂志发表了以下“Koto”系猪笼草属园艺种。 - Nepenthes 'Accentual Koto' - Nepenthes 'Dashy Koto' - Nepenthes 'Dinkum Koto' - Nepenthes 'Dreamy Koto' - Nepenthes 'Easeful Koto' - Nepenthes 'Ecstatic Koto' - Nepenthes 'Emotional Koto' - Nepenthes 'Facile Koto' |

## 扩展阅读
- （日語） 官方网站
- （日語） The Insectivorous Plant Society homepage （页面存档备份，存于）
- （日語） Overview of issues from January 2000 to January 2004